# Töreboda HF
Töreboda HF är en svensk ishockeyklubb grundad 1951 i Töreboda. Laget spelar för närvarande i Alltrean. Laget anordnar turneringen Daloc Cup för U-10 spelare. NHL-spelaren Anton Strålmans spelade sin sista match som professionell ishockeyspelare mot Töreboda HF.